# Свен Габерманн
Свен Габерманн (англ. Sven Habermann, нар. 3 листопада 1961, Берлін) — канадський футболіст німецького походження, що грав на позиції воротаря, зокрема за національну збірну Канади.

## Клубна кар'єра
У дорослому футболі дебютував 1983 року виступами за команду «Торонто Бліззард». Згодом також грав за «Калгарі Кікерс», «Ванкувер Ейті Сіксерс» та «Гамільтон Стілерс».

## Виступи за збірну
1983 року дебютував в офіційних матчах у складі національної збірної Канади.
Був третім воротарем збірної на чемпіонаті світу 1986 року в Мексиці, де на поле не виходив.
Загалом протягом кар'єри у національній команді, яка тривала 4 роки, провів у її формі 11 матчів.

## Титули і досягнення
- Переможець Чемпіонату націй КОНКАКАФ: 1985
- Переможець Кубка націй Північної Америки: 1990